# Liste der denkmalgeschützten Objekte in Sonntagberg
Die Liste der denkmalgeschützten Objekte in Sonntagberg enthält die 12 denkmalgeschützten, unbeweglichen Objekte der Marktgemeinde Sonntagberg im niederösterreichischen Bezirk Amstetten.

## Denkmäler
| Foto  |                 | Denkmal                                                                                | Standort                                             | Beschreibung | Metadaten |
| ----- | --------------- | -------------------------------------------------------------------------------------- | ---------------------------------------------------- | --- | --- |
| ja    | Datei hochladen | Kath. Pfarrkirche hl. Familie HERIS-ID: 31380 Objekt-ID: 28325                         | Nellingstraße 18 Standort KG: Böhlerwerk             | Ein nach den Plänen des Architekten Rainer Bergmann mit dem Baumeister Richard Wawrowetz 1972 errichteter Sakralbau aus Stahlbeton mit einem zentralisierenden quadratischen Innenraum und einem westlichen Glockenturm. | BDA-Hist.: Q37941958 Status: § 2a Stand der BDA-Liste: 2025-06-30 Name: Kath. Pfarrkirche hl. Familie GstNr.: 65/4 Pfarrkirche Böhlerwerk                     |
| ja    | Datei hochladen | Kirchliches Verwaltergebäude, sog. Neuhaus HERIS-ID: 112477 Objekt-ID: 130670seit 2019 | Ort Sonntagberg 1 Standort KG: Sonntagberg           | | BDA-Hist.: Q105646809 Status: Bescheid Stand der BDA-Liste: 2025-06-30 Name: Kirchliches Verwaltergebäude, sog. Neuhaus GstNr.: .158                          |
| ja    | Datei hochladen | Pfarrhof HERIS-ID: 31367 Objekt-ID: 28311                                              | bei Ort Sonntagberg 1 Standort KG: Sonntagberg       | Ein an die Kirche angebundener zweigeschoßiger Rechteckbau, der in den Jahren 1652 und 1679 errichtet wurde. | BDA-Hist.: Q37941881 Status: § 2a Stand der BDA-Liste: 2025-06-30 Name: Pfarrhof GstNr.: 1641                                                                 |
| ja    | Datei hochladen | Kindergarten, ehem. Volksschule HERIS-ID: 31368 Objekt-ID: 28312                       | Ort Sonntagberg 3 Standort KG: Sonntagberg           | Der zweigeschoßige Barockbau von Josef Munggenast aus dem Jahr 1730 beherbergte ehemals die Mesnerei und die Sängerknabenschule. | BDA-Hist.: Q37941892 Status: § 2a Stand der BDA-Liste: 2025-06-30 Name: Kindergarten, ehem. Volksschule GstNr.: .161                                          |
| ja    | Datei hochladen | Burgruine, sog. Schlössl HERIS-ID: 31373 Objekt-ID: 28318                              | Rotte Gleiß Standort KG: Sonntagberg                 | Eine ehemals mehrgeschoßige Hochburg mit zwei quadratischen Ecktürmen, die vermutlich aus dem 12. Jahrhundert stammt und 1806 durch die Franzosen zerstört wurde. | BDA-Hist.: Q1015297 Status: § 2a Stand der BDA-Liste: 2025-06-30 Name: Burgruine, sog. Schlössl GstNr.: .22 Schlössl Rosenau                                  |
| ja    | Datei hochladen | Hotel, ehem. Hospiz HERIS-ID: 44180 Objekt-ID: 44883                                   | Ort Sonntagberg 6 Standort KG: Sonntagberg           | Ein in Hanglage errichteter dreigeschoßiger Bau mit hakenförmigem Grundriss. | BDA-Hist.: Q38007350 Status: Bescheid Stand der BDA-Liste: 2025-06-30 Name: Hotel, ehem. Hospiz GstNr.: .164/1, .164/2                                        |
| ja    | Datei hochladen | Dreifaltigkeitssäule am Wedlberg HERIS-ID: 31377 Objekt-ID: 28322                      | Sonntagbergerstraße Standort KG: Sonntagberg         | | BDA-Hist.: Q37941946 Status: § 2a Stand der BDA-Liste: 2025-06-30 Name: Dreifaltigkeitssäule am Wedlberg GstNr.: 986/2                                        |
| ja BW | Datei hochladen | Kloster Gleiß HERIS-ID: 31372 Objekt-ID: 28317                                         | Waidhofnerstraße 20, 22, 28 Standort KG: Sonntagberg | Eine späthistoristische Anlage, die nach der Klostergründung 1895 mit Pater Pius Strasser entstand. Klosterkirche Gleiß Anmerkung: Bis 2013 war die Schule auf den Grundstücken 158/2; .28/1 mitgeschützt, 2014 ist ein hinterer Gebäudetrakt auf Grundstück 159 hinzugekommen.                                                            | BDA-Hist.: Q37941921 Status: § 2a Stand der BDA-Liste: 2025-06-30 Name: Kloster Gleiß GstNr.: .28/1, 159, .338                                                |
| ja    | Datei hochladen | Figurenbildstock hl. Johannes Nepomuk HERIS-ID: 31376 Objekt-ID: 28321                 | Waidhofnerstraße, Rosenau Standort KG: Sonntagberg   | | BDA-Hist.: Q37941936 Status: § 2a Stand der BDA-Liste: 2025-06-30 Name: Figurenbildstock hl. Johannes Nepomuk GstNr.: .379                                    |
| ja    | Datei hochladen | Figurenbildstock hl. Johannes Nepomuk HERIS-ID: 31370 Objekt-ID: 28315                 | Standort KG: Sonntagberg                             | Neben dem Eingang der Basilika steht eine Johannes-Nepomuk-Statue aus der Mitte des 18. Jahrhunderts. siehe auch: Liste der Johannes-Nepomuk-Darstellungen im Bezirk Amstetten | BDA-Hist.: Q37941904 Status: § 2a Stand der BDA-Liste: 2025-06-30 Name: Figurenbildstock hl. Johannes Nepomuk GstNr.: 2490/5 Johannes Nepomuk, Sonntagberg    |
| ja    | Datei hochladen | Kapelle, sog. Türkenbründl HERIS-ID: 31371 Objekt-ID: 28316                            | Standort KG: Sonntagberg                             | Die Barockkapelle, 1745 errichtet, ist bereits die zweite Kapelle an diesem Ort. | BDA-Hist.: Q37941912 Status: § 2a Stand der BDA-Liste: 2025-06-30 Name: Kapelle, sog. Türkenbründl GstNr.: 690/1 Türkenbrünnl Sonntagberg                     |
| ja    | Datei hochladen | Wallfahrtskirche hl. Dreifaltigkeit und hl. Michael HERIS-ID: 31366 Objekt-ID: 28310   | Ort Sonntagberg 1, bei Standort KG: Sonntagberg      | Ein in dominierender Lage errichteter monumentaler barocker Sakralbau mit einer Doppelturmfassade und Querhaus, der anstelle einer Vorgängerkirche von 1706 bis 1732 nach Plänen von Jakob Prandtauer und Josef Munggenast (ab 1718) neu errichtet wurde. Die Wand- und Deckenmalerei ist das kirchliche Hauptwerk des Malers Daniel Gran. | BDA-Hist.: Q15785708 Status: § 2a Stand der BDA-Liste: 2025-06-30 Name: Wallfahrtskirche hl. Dreifaltigkeit und hl. Michael GstNr.: .160 Basilika Sonntagberg |